# Watsonia knysnana
Watsonia knysnana är en irisväxtart som beskrevs av Harriet Margaret Louisa Bolus. Watsonia knysnana ingår i släktet Watsonia och familjen irisväxter. Inga underarter finns listade i Catalogue of Life.